# Nash Glacier
Nash Glacier är en glaciär i Antarktis. Den ligger i Östantarktis. Nya Zeeland gör anspråk på området. Nash Glacier ligger 754 meter över havet.
Terrängen runt Nash Glacier är huvudsakligen kuperad, men åt nordväst är den bergig. Terrängen runt Nash Glacier sluttar norrut. Trakten är obefolkad. Det finns inga samhällen i närheten.